# Горшков, Дмитрий Иванович
Дмитрий Иванович Горшков (1911—2007) — советский конструктор вооружений.

## Биография
Родился 4 ноября 1911 года в деревне Варваровка (ныне Воловский район (Тульская область)).
Окончил Тульский механический институт (1937).
Работал в Туле техником-конструктором фабрики имени Ленина (март 1934 — июнь 1937), инженером-конструктором завода № 314 (декабрь 1945 — сентябрь 1946).
В 1946 — 1977 годах работал в Коломне в СКБ НКВ (КБ машиностроения, ныне ОАО «НПК „КБМ“») в должностях от руководителя группы до заместителя начальника отдела.
Участник проектирования и экспериментальной отработки тяжёлых миномётов, безоткатных орудий Б-10, Б-11, технологической отработки первых советских противотанковых ракетных комплексов — их деталей, узлов и изделий в целом.
С 1977 года на пенсии. Автор 26 изобретений.
Умер 28 февраля 2007 года в Коломне (Московская область).

## Награды и премии
- Сталинская премия второй степени (1950) — за работу в области вооружения